# Ralf Rienks
Ralf Rienks (Amsterdã, 23 de setembro de 1997) é um remador neerlandês.

## Carreira
Rienks fez sua estreia internacional pela Holanda em 2021. Ele ganhou uma medalha de prata no quatro sem timoneiro no Campeonato Europeu de Remo de 2022 em Munique. Ele ganhou uma medalha de bronze no Campeonato Mundial de Remo de 2022 no quatro sem timoneiro masculino na República Tcheca. Ele conseguiu uma medalha de bronze no oito masculino no Campeonato Europeu de Remo de 2023 em Bled.
Nos Jogos Olímpicos de Verão de 2024, em Paris, conquistou a medalha de prata na competição do oito com masculino ao lado de Olav Molenaar, Sander de Graaf, Ruben Knab, Gert-Jan van Doorn, Jacob van de Kerkhof, Jan van der Bij, Mick Makker e Dieuwke Fetter, com o tempo de 5:23.92.